# Легоща
Легоща — река в России, протекает в Орловской области. Правый приток Оптухи.

## География
Река Легоща берёт начало у деревни Становое Залегощенского района. Течёт на запад. Впадает в Оптуху у деревни Снецкая Лука Орловского района. Устье реки находится в 3 км по правому берегу реки Оптухи. Длина реки составляет 20 км, площадь водосборного бассейна 115 км².

## Данные водного реестра
По данным государственного водного реестра России относится к Окскому бассейновому округу, водохозяйственный участок реки — Ока от города Орёл до города Белёв, речной подбассейн реки — бассейны притоков Оки до впадения Мокши. Речной бассейн реки — Ока.
Код объекта в государственном водном реестре — 09010100212110000018063.